# Lasioptera asterspinosae
Lasioptera asterspinosae är en tvåvingeart som beskrevs av White 1950. Lasioptera asterspinosae ingår i släktet Lasioptera och familjen gallmyggor.
Artens utbredningsområde är Texas. Inga underarter finns listade i Catalogue of Life.